# Anadiplosis
Anadiplosis (del griego: ἀναδίπλωσις, anadíplōsis, "doblar, duplicar") es un recurso literario que consiste en la repetición de la última palabra de un enunciado anterior. La frase o palabra se usa al final de una oración y luego se usa nuevamente al comienzo de la siguiente oración.

## Ejemplos
Oye, no temas, y a mi ninfa dile, / dile que muero.
Esteban Manuel de Villegas, siglo XVII

Mal te perdonarán a ti las horas; / las horas que limando están los días, / los días que royendo están los años.
Luis de Góngora, siglo XVII

..eso eres tú. / Tú, sombra aérea, que cuantas veces
Gustavo Adolfo Bécquer, siglo XIX

Mi sien, florido balcón / de mis edades tempranas, / negra está, y mi corazón, /
y mi corazón con canas.
Miguel Hernández, siglo XX

Nadie ama solamente un corazón: / un corazón no sirve sin un cuerpo.
José María Fonollosa, siglo XX

A veces pienso en ti incluso vestida, / vestida de mujer para la noche, / la noche que cambió tanto en mi vida; / mi vida, deja que te desabroche...'.
Javier Krahe, siglo XX

Todo pasa y todo queda, / pero lo nuestro es pasar, / pasar haciendo caminos, / caminos sobre la mar.
Antonio Machado, siglo XX

El alma de Blancaflor / herida flota en el río / en el río del amor.
Óscar Hahn, siglo XX